# Президент Республики Сербской
Президент Республики Сербской (серб. Предсједник Републике Српске, босн. и хорв. Predsjednik Republike Srpske) — глава Республики Сербской.
Президент избирается сроком на четыре года вместе с двумя вице-президентами так, чтобы каждый из них представлял разные государствообразующие народы (сербов, хорватов и босняков). Резиденция президента находится в городе Баня-Лука.
Президент в соответствии с Конституцией представляет Республику Сербскую, предлагает Народной скупщине кандидатов в премьер-министры, может отправить в отставку главу правительства, решает вопросы обороны, безопасности и внешней политики, осуществляет награждение и т. д.

## Список глав Республики Сербской

### Президент Скупщины сербского народа в Боснии и Герцеговине (1991—1992)
После того, как 15 октября 1991 года мусульманские и хорватские депутаты Народной скупщины приняли «Меморандум о суверенитете Боснии и Герцеговины», сербские депутаты объявили о бойкоте парламента, а 24 октября 1991 года была созвана Скупщина сербского народа в Боснии и Герцеговине (серб. Скупштина српског народа у Босни и Херцеговини), принявшая решение, «что сербский народ остаётся в совместном государстве Югославии с Сербией, Черногорией, Краиной, Славонией, Бараньей и Западным Сремом».
9 ноября 1991 года это решение было подтверждено проведённым в сербских общинах референдумом сербского народа в Боснии и Герцеговине. Главой формирующейся сербской государственности в этот период являлся президент Скупщины.
|                                                            | Портрет | Имя                                                                     | Начало полномочий | Конец полномочий | Партия                          |
| ---------------------------------------------------------- | ------- | ----------------------------------------------------------------------- | ----------------- | ---------------- | ------------------------------- |
| президент Скупщины сербского народа в Боснии и Герцеговине |         |                                                                         |                   |                  |                                 |
| 1                                                          |         | Момчило Краишник (1945—2020) серб. Момчило Крајишник / Momčilo Kraišnik | 24 октября 1991   | 9 января 1992    | Сербская демократическая партия |

### Республика Сербского Народа Боснии и Герцеговины (1992)
9 января 1992 года была провозглашена Республика Сербского Народа Боснии и Герцеговины (серб. Република српског народа Босне и Херцеговине), 7 апреля 1992 года объявившая о независимости («от Боснии и Герцеговины, но не от Югославии»). После принятия 28 февраля 1992 года конституции республики было создано коллегиальное Президентство во главе с Президентом Президентства (серб. Председник Председништва). Первоначально его обязанности исполняли оба сербских члена Президентства Боснии и Герцеговины, впоследствии — избранный на этот пост Радован Караджич.
12 августа 1992 года республика была переименована в Республику Сербскую.
|                                                            | Портрет | Имя                                                                     | Начало полномочий | Конец полномочий | Партия                          |
| ---------------------------------------------------------- | ------- | ----------------------------------------------------------------------- | ----------------- | ---------------- | ------------------------------- |
| президент Скупщины сербского народа в Боснии и Герцеговине |         |                                                                         |                   |                  |                                 |
| (1)                                                        |         | Момчило Краишник (1945—2020) серб. Момчило Крајишник / Momčilo Kraišnik | 9 января 1992     | 28 февраля 1992  | Сербская демократическая партия |
| президенты Президентства                                   |         |                                                                         |                   |                  |                                 |
| и. о.                                                      |         | Биляна Плавшич (1930—) серб. Биљана Плавшић / Biljana Plavšić           | 28 февраля 1992   | 12 мая 1992      | Сербская демократическая партия |
| и. о.                                                      |         | Никола Колевич (1936—1997) серб. Никола Кољевич / Nikola Koljević       | 28 февраля 1992   | 12 мая 1992      | Сербская демократическая партия |
| 2                                                          |         | Радован Караджич (1945—) серб. Радован Караџић, Radovan Karadžić        | 12 мая 1992       | 12 августа 1992  | Сербская демократическая партия |

### Республика Сербская (1992—1996)
12 августа 1992 года Республика сербского народа Боснии и Герцеговины была переименована в Республику Сербскую (серб. Република Српска). 17 декабря 1992 года в качестве главы государства вместо коллегиального Президентства был установлен пост президента республики (серб. Предсједник Републике Српске).
5 октября 1996 года Республика Сербская была интегрирована как энтитет в квази-федеративную Боснию и Герцеговину.
|                         | Портрет | Имя                                                              | Начало полномочий | Конец полномочий | Партия                          | Выборы |
| ----------------------- | ------- | ---------------------------------------------------------------- | ----------------- | ---------------- | ------------------------------- | ------ |
| Президент Президентства |         |                                                                  |                   |                  |                                 |        |
| (2)                     |         | Радован Караджич (1945—) серб. Радован Караџић, Radovan Karadžić | 12 августа 1992   | 17 декабря 1992  | Сербская демократическая партия |        |
| Президент               |         |                                                                  |                   |                  |                                 |        |
| (2)                     |         | Радован Караджич (1945—) серб. Радован Караџић, Radovan Karadžić | 17 декабря 1992   | 19 июля 1996     | Сербская демократическая партия |        |
| 3                       |         | Биляна Плавшич (1930—) серб. Биљана Плавшић / Biljana Plavšić    | 19 июля 1996      | 5 октября 1996   | Сербская демократическая партия | 1996   |

### Республика Сербская в составе Боснии и Герцеговины (с 1996)

Штандарт Президента Республики Сербской (1995-2007)

Главой республики Республики Сербская (энтитет в составе Боснии и Герцеговины) является Президент (серб. Предсједник Републике Српске, босн. и хорв. Predsjednik Republike Srpske).
Верховный представитель по Боснии и Герцеговине (англ. High Representative for Bosnia and Herzegovina), обеспечивающий выполнение Дейтонских соглашений, полномочия которого были определены в 1997—1998 годах Советом по выполнению Мирного соглашения (англ. Peace Implementation Council), обладает правом отрешать от должности любое должностное лицо Боснии и Герцеговины, включая Президентов Республики Сербской, за деятельность, противоречащую мирному соглашению. Это право было использовано единожды: испанец Карлос Вестендорп Кабеза 5 марта 1999 года объявил об отрешении Николы Поплашена от должности Президента, что им было проигнорировано, после чего решение было исполнено принудительно 2 сентября 1999 года следующим Верховным представителем, австрийцем Вольфгангом Петричем, который затем до 16 декабря 2000 года не признавал вступление на пост избранного Президента Мирко Шаровича.
|        | Портрет                                    | Имя                                             | Начало полномочий | Конец полномочий | Партия                                          | Выборы |
| ------ | ------------------------------------------ | ----------------------------------------------- | ----------------- | ---------------- | ----------------------------------------------- | ------ |
| (3)    |                                            | Биляна Плавшич (1930—) серб. Биљана Плавшић     | 5 октября 1996    | 4 ноября 1998    | Сербская демократическая партия                 | (1996) |
|        | Сербский народный союз Республики Сербской | Биляна Плавшич (1930—) серб. Биљана Плавшић     | 5 октября 1996    | 4 ноября 1998    |                                                 | (1996) |
| 4      |                                            | Никола Поплашен (1951—) серб. Никола Поплашен   | 4 ноября 1998     | 2 сентября 1999  | Сербская радикальная партия Республики Сербской | 1998   |
| и. о.  |                                            | Петар Джокич (1961—) серб. Петар Ђокић          | 2 сентября 1999   | 26 января 2000   | Социалистическая партия                         |        |
| 5      |                                            | Мирко Шарович (1956—) серб. Мирко Шаровић       | 26 января 2000    | 28 ноября 2002   | Сербская демократическая партия                 | 2000   |
| 6      |                                            | Драган Чавич (1958—) серб. Драган Чавић         | 28 ноября 2002    | 9 ноября 2006    | Сербская демократическая партия                 | 2002   |
| 7      |                                            | Милан Елич (1956—2007) серб. Милан Јелић        | 9 ноября 2006     | 30 сентября 2007 | Союз независимых социал-демократов              | 2006   |
| и. о.  |                                            | Игор Радоичич (1956—) серб. Игор Радојичић      | 9 октября 2007    | 28 декабря 2007  | Союз независимых социал-демократов              |        |
| 8      |                                            | Райко Кузманович (1931—) серб. Рајко Кузмановић | 28 декабря 2007   | 15 ноября 2010   | Союз независимых социал-демократов              | 2007   |
| 9      |                                            | Милорад Додик (1959—) серб. Милорад Додик       | 15 ноября 2010    | 19 ноября 2018   | Союз независимых социал-демократов              | 2010   |
| 9      | 2014                                       | Милорад Додик (1959—) серб. Милорад Додик       | 15 ноября 2010    | 19 ноября 2018   | Союз независимых социал-демократов              |        |
| 10     |                                            | Желька Цвиянович (1967—) серб. Жељка Цвијановић | 19 ноября 2018    | 15 ноября 2022   | Союз независимых социал-демократов              | 2018   |
| 9 (II) |                                            | Милорад Додик (1959—) серб. Милорад Додик       | 15 ноября 2022    | действующий      | Союз независимых социал-демократов              | 2022   |